# Mike Rogers (politiker född 1958)

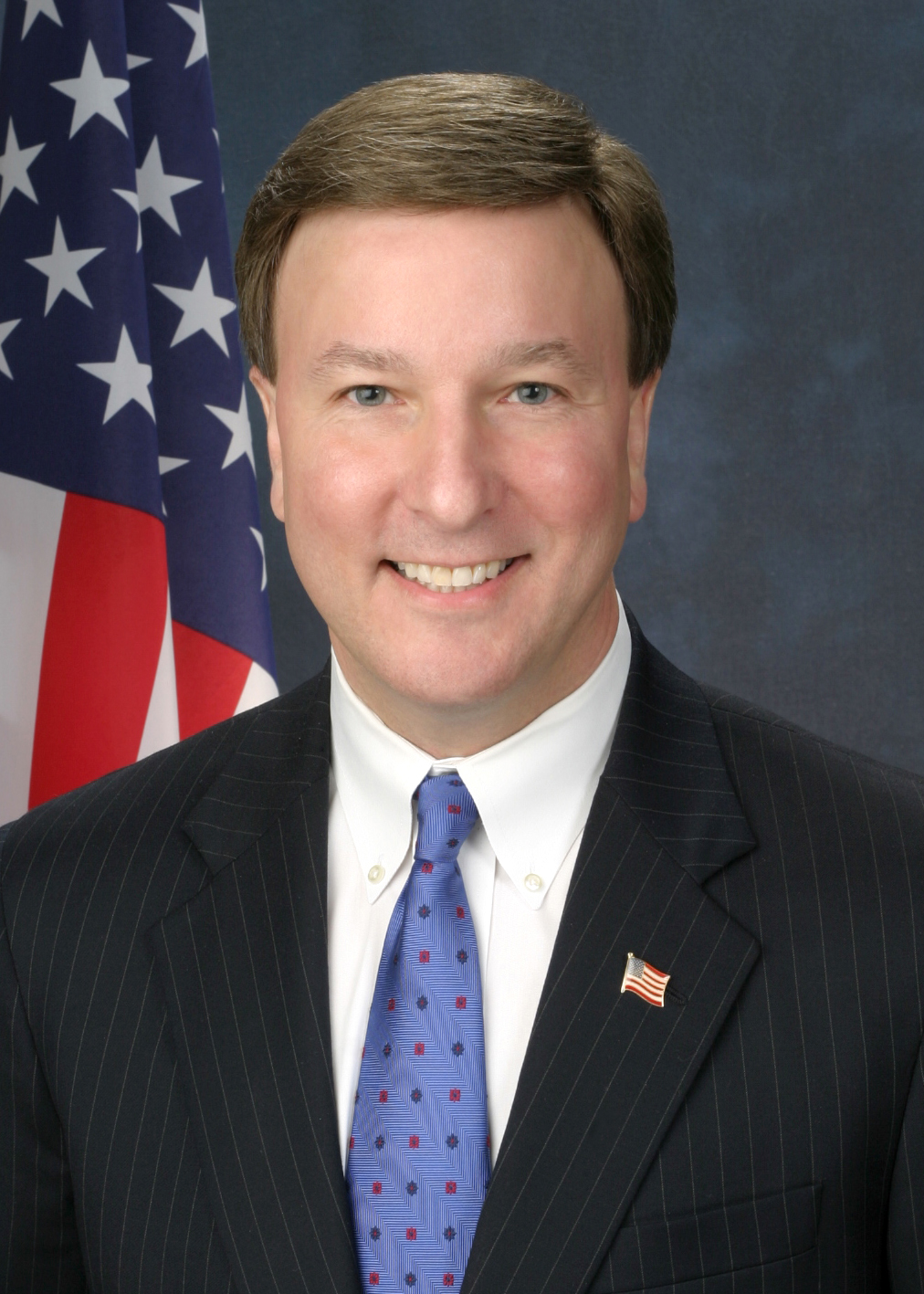
Mike D. Rogers

Michael Dennis "Mike D." Rogers, född 16 juli 1958 i Calhoun County i Alabama, är en amerikansk republikansk politiker. Han representerar delstaten Alabamas tredje distrikt i USA:s representanthus sedan 2003.
Rogers gick i skola i Saks High School i Anniston. Han avlade kandidatexamen och master-examen vid Jacksonville State University i Jacksonville, Alabama. Han avlade 1991 juristexamen vid Birmingham School of Law i Birmingham, Alabama.
Kongressledamoten Bob Riley kandiderade i guvernörsvalet i Alabama 2002 och vann. Rogers efterträdde Riley i representanthuset i januari 2003.
Rogers är medlem i representanthusets försvarsutskott (House Armed Services Committee). Han är baptist.
Han är gift med Beth Philips sedan 1982 och har tre barn.